# GO Réalisme et détermination
GO Réalisme et détermination (en néerlandais : GO Realisme & Daadkrach) est un parti politique des Pays-Bas fondé en 2019. GO est pour « Groupe Otten » (en néerlandais : Groep Otten) ; le nom officiel dans les statuts est GO.

## Historique
GO a été formé le 23 octobre 2019 à la suite d'un conflit interne entre Henk Otten (en), ancien trésorier et membre du conseil du Forum pour la démocratie (FvD), et son leader Thierry Baudet. Le parti dispose actuellement de deux sièges au Sénat.